# Октанитрокубан
Октанитрокубан — C8(NO2)8 — полное нитропроизводное кубана, бесцветные кристаллы, было синтезировано в США в 1999 году группой Филипа Итона (University of Chicago) в сотрудничестве с Ричардом Джиларди (Naval Research Laboratory in Washington) путём нитрозирования литиевой соли гексанитрокубана нитрозилхлоридом с последующим окислением нитрозогрупп до нитрогрупп озоном при −78 °C.

## История
Интерес к октанитрокубану возник в 1990-х годах как к высокоэффективному взрывчатому веществу, так как расчёты его свойств, благодаря высокой симметрии структуры, предсказывали высокую плотность (1.9 — 2.2 г/см³) и высокую температуру плавления, а также значительную энтальпию образования вследствие существенного искажения валентных углов sp3-гибридизованных атомов углеродного скелета (90° вместо 109°28’) и нулевому кислородному балансу. Сочетание такой высокой плотности и высокой энергии должно привести к высокой объёмной плотности энергии и детонационным характеристикам, так как скорость детонации пропорциональна плотности, а её давление — квадрату плотности взрывчатого вещества.
На практике оказалось, что плотность синтезированного октанитрокубана составляет 1,979 г/см³, и, таким образом, объёмная плотность энергии близка к октогену и ниже, чем у гексанитрогексаазаизовюрцитана (CL-20).

## Физико-химические свойства
Белое кристаллическое вещество с плотностью 1,979 г/см³. Возгоняется около 200 °C.

## Взрывчатые характеристики октанитрокубана
Все взрывчатые характеристики октанитрокубана расчетные. Практические измерения взрывчатых свойств нигде не описаны и видимо не проводились из-за малой доступности вещества.
- Теоретическая скорость детонации: 10600 м/сек (для сравнения: CL-20 — 9450 м/сек)
- Практическая скорость детонации: не более 10100 м/сек
- Давление детонации: 489 кбар (для сравнения: у CL-20 = 482.3 кбар, у гексогена = 349 кбар, у октогена = 395 кбар)
- Температура взрыва: 5800 °C